# Kazuki Takahashi (futbolista)
Kazuki Takahashi (高橋一輝 Takahashi Kazuki?) (Noda, Prefectura de Chiba, 6 de octubre de 1996) es un futbolista profesional japonés  juega como centrocampista en el A. F. C. Eskilstuna de la Superettan de Suecia.

## Trayectoria

### Clubes
| Club                     | País       | Año       |
| ------------------------ | ---------- | --------- |
| Real Aranjuez C. F.      | España     | 2015-2016 |
| F. K. Igalo              | Montenegro | 2017      |
| FF Jaro                  | Finlandia  | 2018-2019 |
| FCU Craiova 1948         | Rumania    | 2019      |
| C. S. Pandurii Târgu Jiu | Rumania    | 2019-2020 |
| A. F. C. Eskilstuna      | Suecia     | 2020-     |

### Selección nacional
| Selección | País  | Año  |
| --------- | ----- | ---- |
| Sub-13    | Japón | 2009 |
| Sub-14    | Japón | 2010 |